# Viersen
Viersen é uma cidade da Alemanha, capital do distrito de Viersen, região administrativa de Düsseldorf, estado da Renânia do Norte-Vestfália.